# Gleitender Neuwertfaktor
Der gleitende Neuwertfaktor (früher auch Prämienfaktor genannt) ist ein Begriff aus der Versicherungsbranche. Er findet  Anwendung bei der Berechnung der Beitragshöhe vom Gebäudeversicherungen. Im Rahmen dieser Verträge wird die Immobilie auf Basis des (fiktiven) Bauwertes aus dem Jahr 1914, gemessen in Goldmark (1914) eingeschätzt. Die Prämienberechnung lässt sich dann anhand des jeweils gültigen gleitenden Neuwertfaktors durchführen.

## Gebäudeversicherungswert 1914 und Neubauwert
Der Wert 1914 oder auch Gebäudeversicherungswert 1914, verkürzt auch 1914er Wert genannt, ist ein fiktiver Rechenwert. Mit Hilfe dieses Wertes wird bei der Wohngebäudeversicherung eine einheitliche Basis zur Berechnung des Gebäudeneuwertes und damit auch der Versicherungsprämien geschaffen. Von diesem fiktiven Gebäudeversicherungswert 1914 gelangt man über den Baupreisindex schließlich zum heutigen Neubauwert des versicherten Gebäudes. Dieser Faktor soll sicherstellen, dass durch die Wertsteigerung der Immobilie im Laufe der Zeit keine Unterversicherung des Gebäudes entsteht; Es handelt sich also um eine Anpassung aufgrund von Wertsteigerung.
Der Gebäudeversicherungswert 1914 berechnet sich wie folgt:
{\displaystyle {\text{Wert 1914}}={\frac {\text{Neubauwert in Euro}}{\text{Baupreisindex}}}}
Das Jahr 1914 wird als Basis verwendet, da dieses Jahr das letzte war, in dem die Baupreise „stabil“ (aussagekräftig) waren und die Währung in Deutschland goldgedeckt war, sowie nicht besonderen (Bau-)Preissteigerungen, wie z. B. durch den Ersten Weltkrieg (ab 1914), unterworfen waren.
Gemäß VGB 2000 wird die Versicherungssumme jedes Jahr automatisch an die Steigerung der Baupreise angepasst. Auf diese Weise wird eine Unterversicherung des Immobilienbesitzes vermieden.

## Gleitender Neuwertfaktor und Baupreisindex
Der gleitende Neuwertfaktor wird lediglich zur Berechnung des Versicherungsbeitrages herangezogen. Die Berechnung der Versicherungssumme dagegen erfolgt über den Baupreisindex (siehe unten). Der Baupreisindex ist immer um mehr als drei Punkte niedriger als der gleitende Neuwertfaktor. Die Verwendung der richtigen Kenngröße (Baupreisindex) zur Berechnung der Versicherungssumme ist wichtig, da sonst die Gefahr der Unterversicherung besteht.

## Berechnung
Der gleitende Neuwertfaktor wird vom Gesamtverband der Deutschen Versicherungswirtschaft (GDV) errechnet, aber nur den Mitgliedsunternehmen offengelegt, die sich aber nicht an die Empfehlung des GDV halten müssen. Es kann also durchaus Abweichungen geben, einen für die Allgemeinheit offen zugänglichen gleitenden Neuwertfaktor gibt es nicht. Statt des Begriffs „gleitender Neuwertfaktor“ werden auch die Begriffe „Anpassungsfaktor“ oder „Prämienfaktor“ verwendet. Basis sind die beiden vom statistischen Bundesamt veröffentlichten Indices:
- Mit 80 % geht der Baupreisindex für Wohngebäude und
- mit 20 % der Tariflohnindex für das Baugewerbe in die Berechnung ein.

Der gleitende Neuwertfaktor erhöht oder vermindert sich jeweils zum 1. Januar eines jeden Jahres für die in diesem Jahr beginnende Versicherungsperiode entsprechend dem Prozentsatz, um den sich der jeweils für den Monat Mai des Vorjahres vom Statistischen Bundesamt veröffentlichte Baupreisindex für Wohngebäude und für den Monat April des Vorjahres veröffentlichte Tariflohnindex für das Baugewerbe geändert haben. Schließlich müssten bei einem vollständigen Neubau des versicherten Gebäudes im Falle eines Totalschadens durch Brand etc. nicht nur die Baustoffe zu heutigen Preisen gekauft, sondern auch die Bauarbeiter zu heutigen Löhnen beschäftigt werden. Im aktuellen Baupreisindex sind zwar die Abweichungen der Löhne bereits enthalten, da aber die meisten Schäden keine Totalschäden, sondern Teilschäden (Reparaturschäden) sind, wird mit der zusätzlichen Berücksichtigung des Tariflohnindexes dem höheren Anteil der Lohnkosten bei Teilschäden Rechnung getragen.
Auf diese Weise soll der gleitende Neuwertfaktor die Steigerung der Kosten hinsichtlich der Entwicklung des reinen Baukostenindexes, wie auch der Entwicklung des Lohnindexes in der Baubranche widerspiegeln. Denn steigende Kosten werden von den Versicherungen auch über Beitragsanpassungen (Berechnung mit gleitendem Neuwertfaktor) aufgefangen.

## Entwicklung
Anpassungsfaktor
- 2025: 26,51
- 2024: 25,87
- 2023: 24,06
- 2022: 20,97
- 2021: 19,87
- 2020: 19,36
- 2019: 18,55
- 2018: 17,87
- 2017: 17,39
- 2016: 17,03
- 2015: 16,74
- 2014: 16,45
- 2013: 16,08
- 2012: 15,78
- 2011: 15,40
- 2010: 15,20
- 2009: 14,91
- 2008: 14,43
- 2007: 13,57
- 2006: 13,50
- 2005: 13,40
- 2004: 13,20
- 2003: 13,10           (ab hier: Berechnungsbasis in Euro)
- 2002: 13,1402         → 25,7 (bis hier: Berechnungsbasis in D-Mark)
- 2001: 13,0891		→ 25,6
- 2000: 12,9868		→ 25,4
- 1999: 12,9868		→ 25,4
- 1998: 12,9357		→ 25,3
- 1997: 12,9868		→ 25,4
- 1996: 12,9357         → 25,3
- 1995: 12,5778         → 24,6
- 1994: 12,3221         → 24,1
- 1993: 11,7597         → 23,0
- 1992: 11,1462         → 21,8
- 1991: 10,4304         → 20,4
- 1990: 9,7657          → 19,1
- 1989: 9,2544          → 18,1

(Richtwerte, die von Versicherer zu Versicherer abweichen können) 
Quelle: Beitragsrechnungen zur Wohngebäudeversicherung

## Beitragsfaktor
Bei älteren Verträgen (SGlN 79a) wird ein Beitragsfaktor statt des gleitenden Neuwertfaktors genutzt. Beide Faktoren können abweichen.

## Wichtiger Hinweis
Die Immobilienwerte der Gebäudeversicherung stellen keine Angabe des Marktwertes eines existierenden Gebäudes dar, sondern geben den Wert wieder, der für den Wiederaufbau dieses Gebäudes benötigt wird. Sie basieren auf den Angaben des Versicherungsnehmers und werden über den Baupreisindex fortgeschrieben. Dieses Vorgehen ersetzt keine sachgerechte Immobilienbewertung, zum Beispiel bei Verkauf oder Beleihung.
Beispiel: Ein Haus wird in schlechter Lage für 100.000 Euro verkauft, jedoch steht in den Versicherungsverträgen eine Versicherungssumme von umgerechnet 250.000 Euro. Dann würde es letzteren Wert kosten (sofern bei Vertragsschluss richtig ermittelt), dieses in gleicher Art und Güte wieder aufzubauen, wenn das Gebäude vollständig abgebrannt wäre. Der Marktwert dagegen stand lediglich bei 100.000 Euro. Es wäre falsch, nun die Versicherungssumme auf 100.000 Euro herabzusetzen, da die Wiederaufbaukosten in diesem Beispiel deutlich über dem Marktwert (auch Verkehrswert genannt) liegen.